# Erforsche mich, Gott, und erfahre mein Herz
Erforsche mich, Gott, und erfahre mein Herz, BWV 136, ist eine Kirchenkantate von Johann Sebastian Bach, geschrieben 1723 in Leipzig für den achten Sonntag nach Trinitatis, den 18. Juli 1723.

## Geschichte und Text
Die Kantate wurde in Leipzig am achten Sonntag nach Trinitatis aufgeführt. Die Quellen belegen jedoch nur für den Mittelteil von Satz 3 und den Schlusschoral eine Komposition zu diesem Zeitpunkt. Andere Teile beruhen vermutlich auf einer verlorenen weltlichen oder kirchlichen Kantate. Der Text für den Eingangschor ist Psalm 139, Vers 23. Die vorgeschriebenen Lesungen für den Sonntag waren als Epistel Röm 8,12–17 , „Welche der Geist Gottes treibt, die sind Gottes Kinder“, und als Evangelium Mt 7,15–23 , ein Abschnitt aus der Bergpredigt, die Warnung vor falschen Propheten. Der Dichter der Rezitative und Arien, die sich eng an die Lesungen anlehnen, ist unbekannt. Der Choral ist Vers 9 von Johann Heermanns Wo soll ich fliehen hin (1630), auf die Melodie von Auf meinen lieben Gott, den Bach 1724 für seine Kantate Wo soll ich fliehen hin wieder benutzte.

## Besetzung und Struktur
Die Kantate ist gesetzt für drei Solisten und einen vierstimmigen Chor, Horn, Oboe, Oboe d’amore, zwei Violinen, Viola und Basso continuo.
1. Coro: Erforsche mich, Gott, und erfahre mein Herz
2. Recitativo (Tenor): Ach, daß der Fluch, so dort die Erde schlägt
3. Aria (Alt, Oboe d’amore): Es kömmt ein Tag
4. Recitativo (Bass): Die Himmel selber sind nicht rein
5. Aria (Tenor, Bass, Violinen): Uns treffen zwar der Sünden Flecken
6. Choral (Violine): Dein Blut, der edle Saft

## Musik
Der Eingangschor besteht im Wesentlichen aus zwei Teilen, A und A′, Chorfugen auf dieselben Themen jeweils auf den gesamten Text. Ein ausgedehntes instrumentales Ritornell, vom Horn bestimmt, erklingt zu Beginn, zwischen den Teilen und zum Ausklang. Der ersten Fuge ist eine vokale „Devise“ vorangestellt. Während des ganzen Satzes spielen die Oboen nicht selbständig, sondern verstärken die Violinen in den Ritornellen und den Sopran in den Chorteilen. Bach benutzte den Satz später für Cum Sancto Spiritu seiner Missa in A-Dur.
Die beiden Rezitative sind meist secco, nur in den letzten Takten von Satz 4 gehen sie in Arioso über.
Die Arie wird von der Oboe d’amore begleitet, der Mittelteil (der mit Sicherheit 1723 komponiert wurde) ist presto überschrieben. Beide Violinen begleiten unisono das Duett, während die Singstimmen manchmal imitierend, manchmal homophon singen, ähnlich wie in Duetten, die Bach in Köthen schrieb.
Der Choral ist durch eine Violine zur Fünfstimmigkeit erweitert, wie im Choral von Erschallet, ihr Lieder, erklinget, ihr Saiten!.

## Einspielungen
- Die Bach Kantate Vol. 44. Dirigent Helmuth Rilling, Gächinger Kantorei, Bach-Collegium Stuttgart, Helen Watts, Kurt Equiluz, Niklaus Tüller. Hänssler, 1978.
- J. S. Bach: Das Kantatenwerk – Sacred Cantatas Vol. 7. Dirigent Nikolaus Harnoncourt, Tölzer Knabenchor, Concentus Musicus Wien, Paul Esswood, Kurt Equiluz, Walter Heldwein. Teldec, 1983.
- J. S. Bach: Complete Cantatas Vol. 7. Dirigent Ton Koopman, Amsterdam Baroque Orchestra & Choir, Bogna Bartosz, Gerd Türk, Klaus Mertens. Antoine Marchand, 1997.
- J. S. Bach: Cantatas Vol. 11 – Cantatas from Leipzig 1723 IV. Dirigent Masaaki Suzuki, Bach Collegium Japan, Kai Wessel, Makoto Sakurada, Peter Kooij. BIS, 1998.[2]
- J. S. Bach: Cantatas Vol. 5. Dirigent John Eliot Gardiner, Monteverdi Choir, English Baroque Soloists, Robin Tyson, Christoph Genz, Brindley Sherratt. Soli Deo Gloria, 2000.[3]
- Erforsche mich, Gott, und erfahre mein Herz. Dirigent Rudolf Lutz, Chor und Orchester der J. S. Bach-Stiftung, Markus Forster, Johannes Kaleschke, Ekkehard Abele. Bea Wyler (Reflexion). DVD. Gallus-Media, 2011.